# واندا هاولي
واندا هاولي (بالإنجليزية: Wanda Hawley)‏ هي ممثلة أمريكية، ولدت في 30 يوليو 1895 ببنسيلفانيا في الولايات المتحدة، وتوفيت في 18 مارس 1963 بلوس أنجلوس في الولايات المتحدة بسبب مرض.

## وصلات خارجية
- واندا هاولي على موقع IMDb (الإنجليزية)
- واندا هاولي على موقع ألو سيني (الفرنسية)
- واندا هاولي على موقع أول موفي (الإنجليزية)
- واندا هاولي على موقع قاعدة بيانات الأفلام السويدية (السويدية)
- واندا هاولي على موقع قاعدة بيانات الفيلم (الإنجليزية)
- واندا هاولي على موقع كينوبويسك (الروسية)